# رعد (موشک)
رعد خانواده‌ای از موشک‌های ضد تانک هدایت شونده تولید شده در ایران است که براساس طراحی موشک ۹کی۱۱ مالیوتکا ساخته شده و بردی در حدود چند کیلومتر دارد.

از سال ۱۹۹۶ تا ۲۰۰۴، در مجموع تعداد ۲٬۲۵۰ فروند از این موشک در ایران تولید شده‌است.

## استفاده
حزب‌الله لبنان بیان داشته که در جنگ اسرائیل و لبنان (۲۰۰۶) از انواع موشک رعد استفاده کرده‌است. مقامات ایرانی نیز اظهار داشته‌اند که مسئول تأمین این موشک به حزب‌الله هستند.

## بکارگیرنده‌ها
- ایران
- حزب‌الله لبنان